# Independent-Verlag
Als Independent-Verlag (auch Kleinverlag, Minipresse, Indie oder Indie-Verlag) bezeichnet man einen kleinen, oft jungen Verlag, der unabhängig von publizistischen Konzernen ist.
Während die Bezeichnungen „Kleinverlag“ und „Minipresse“ einer weit älteren Tradition folgen, bezog sich die Bezeichnung „Independent-Verlag“ ursprünglich auf kleine Musiklabels und wird erst seit Anfang der 2000er Jahre auch für Kleinverlage von Büchern verwendet, die damit eine bestimmte wirtschaftliche Haltung und Ästhetik unterstreichen und das Streben der großen Verlage nach Massenerfolgen und Umsatzmaximierung ablehnen.

## Geschichte

### Kleinverlage, Minipresse
Die „Literarische Pfingstmesse“ der 1960er Jahre in Frankfurt am Main inspirierte den Mainzer Kleinverleger Norbert Kubatzki, 1970 die Mainzer Minipressen-Messe aus der Taufe zu heben. Er begründete damit für Deutschland die seither älteste und andauerndste Messe-Tradition von unabhängigen Kleinverlagen. Waren es anfangs 90 Aussteller, die im Mainzer Schloss ihre Bücher, Drucke und Zeitschriften vor rund 9000 Besucher zeigten, steigerte sich die Zahl der Aussteller nach der Wende auf 400 Aussteller, zu denen auch internationale Verlage zählten. Seit 2013 stabilisierte sich die Messe auf 250 Aussteller mit dem Schwerpunkt auf kleine und alternative Verlage mit bibliophilen Editionen. 

### Independent-Verlage
Seit 2000 fördert die Kurt Wolff Stiftung die Kultur unabhängiger Verlage. Unter der Marke Kurt-Wolff-Verlage stellt sie unter anderem zur Frankfurter Buchmesse unabhängige Verlage in einem gemeinsamen Buchkatalog mit einer Auflage von 20.000 bis 30.000 Exemplaren vor, der an der Hochschule für Grafik und Buchkunst Leipzig gestaltet wird.
Unter dem Label „Independent-Verlage“ gab es 2005 erstmals einen Auftritt von jüngeren Kleinverlagen bei der Leipziger Buchmesse. Im Mai des Jahres fand das Treffen junger Independent-Verlage in Berlin statt. Ziel war der Erfahrungsaustausch und eine stärkere Vernetzung. Initiatoren des Treffens waren die Verlage kookbooks und Blumenbar. 
Im Januar 2006 beschäftigte sich das jährliche Kolloquium des Instituts für Buchwissenschaft der Universität Mainz und des Börsenvereins des Deutschen Buchhandels mit dem Thema »Neue, unabhängige Verlage als Chance für den Verlagsstandort Deutschland?«.
Bei der Leipziger Buchmesse organisierten verschiedene Independent-Verlage gemeinsam eine Leseinsel junger Verlage. Auf der Frankfurter Buchmesse wurde ein Literaturforum der unabhängigen Verlage veranstaltet.
Zur Leipziger Buchmesse 2007 präsentierten sich 17 Independent-Verlage erstmals mit einer gemeinsamen Messezeitung. Ihr Titel fünf null bezog sich auf die Messehalle, in der sich ihre Stände befanden. Zur Frankfurter Buchmesse 2007 erschien die Zeitung unter dem Titel vier eins. Im Vorfeld der Messe wurde bekanntgegeben, dass es wieder mehr Neugründungen kleiner unabhängiger Verlage gegeben habe, die Zahl der Anmeldungen aus diesem Segment sei um 12 % gestiegen.
2009 stellten die deutschsprachigen Independent-Verlage eine eigene Buchempfehlungsliste zusammen.
Seit 2013 wird am dritten (2022 am vierten) Samstag im März der Indiebookday veranstaltet, der auf eine Initiative des Mairisch Verlags zurückgeht. 
Die Kurt-Wolff-Stiftung zählte für das Jahr 2014 insgesamt 65 sogenannte „Indie“-Verlage.
Seit März 2018 erscheint eine neue monatliche Bestsellerliste für Belletristik aus unabhängigen Verlagen, die vom Börsenblatt auf Basis von Media Control ermittelter Daten erstellt und veröffentlicht wird.
Am 25. August 2018 eröffnete in Dresden unter dem Namen Shakespeares Enkel die erste Buchhandlung in Deutschland, die ausschließlich Bücher aus unabhängigen Verlagen anbietet.